# Championnat du monde de badminton par équipes féminines 1992
Navigation
Nagoya et Tokyo 1990 Jakarta 1994
La 14e édition du championnat du monde de badminton par équipes féminines, appelé également Uber Cup, a lieu en mai 1992 à Kuala Lumpur en Malaisie.

## Format de la compétition
44 nations participent à l'Uber Cup. À l'issue d'une phase de qualifications, 6 équipes accèdent à la phase finale où elles sont rejointes par le tenant du titre et le pays organisateur qui sont qualifiés d'office.
Ces 8 nations participantes sont placées dans 2 groupes de 4 équipes, où chacune rencontre les 3 autres. Les deux premiers se qualifient pour des demi-finales croisées.
Chaque rencontre se joue en 5 matches : 3 simples et 2 doubles qui peuvent être joués dans n'importe quel ordre (accord entre les équipes).

## Qualifications
- Qualifié pour la phase finale

### A Bois-le-Duc, Pays-Bas
| Groupe A        | Groupe A | Groupe A       |
| --------------- | -------- | -------------- |
| Afrique du Sud  | 4-1      | Italie         |
| Afrique du Sud  | 5-0      | Chypre         |
| Afrique du Sud  | 5-0      | Luxembourg     |
| Italie          | 5-0      | Chypre         |
| Italie          | 4-1      | Luxembourg     |
| Chypre          | 5-0      | Luxembourg     |
| Groupe B        |          |                |
| Hongrie         | 3-2      | Suisse         |
| Hongrie         | 4-1      | Islande        |
| Hongrie         | 5-0      | Mexique        |
| Suisse          | 4-1      | Islande        |
| Suisse          | 5-0      | Mexique        |
| Islande         | 4-1      | Mexique        |
| Groupe C        |          |                |
| États-Unis      | 3-2      | Finlande       |
| États-Unis      | 5-0      | Autriche       |
| États-Unis      | 5-0      | Belgique       |
| Finlande        | 4-1      | Autriche       |
| Finlande        | 5-0      | Belgique       |
| Autriche        | 4-1      | Belgique       |
| Groupe D        |          |                |
| France          | 4-1      | Pays de Galles |
| France          | 5-0      | Espagne        |
| Pays de Galles  | 5-0      | Espagne        |
| Maurice forfait |          |                |

| Groupe W         | Groupe W | Groupe W        |
| ---------------- | -------- | --------------- |
| Danemark         | 5-0      | Écosse          |
| Danemark         | 5-0      | Pologne         |
| Danemark         | 5-0      | Hongrie         |
| Écosse           | 4-1      | Pologne         |
| Écosse           | 5-0      | Hongrie         |
| Pologne          | 5-0      | Hongrie         |
| Groupe X         |          |                 |
| Pays-Bas         | 5-0      | Allemagne       |
| Pays-Bas         | 5-0      | Bulgarie        |
| Pays-Bas         | 5-0      | France          |
| Allemagne        | 4-1      | Bulgarie        |
| Allemagne        | 5-0      | France          |
| Bulgarie         | 5-0      | France          |
| Groupe Y         |          |                 |
| Angleterre       | 3-2      | Canada          |
| Angleterre       | 5-0      | États-Unis      |
| Angleterre       | 5-0      | Tchécoslovaquie |
| Canada           | 5-0      | États-Unis      |
| Canada           | 4-1      | Tchécoslovaquie |
| États-Unis       | 5-0      | Tchécoslovaquie |
| Groupe Z         |          |                 |
| Suède            | 5-0      | Irlande         |
| Suède            | 5-0      | Afrique du Sud  |
| Irlande          | 5-0      | Afrique du Sud  |
| CEI disqualifiée |          |                 |

| Demi-finales    | Demi-finales | Demi-finales |
| --------------- | ------------ | ------------ |
| Suède           | 3-2          | Angleterre   |
| Pays-Bas        | 3-2          | Danemark     |
| Troisième place |              |              |
| Angleterre      | 3-2          | Danemark     |
| Finale          |              |              |
| Suède           | 4-1          | Pays-Bas     |

### A Hong Kong
| Groupe A         | Groupe A | Groupe A         |
| ---------------- | -------- | ---------------- |
| Hong Kong        | 4-1      | Nouvelle-Zélande |
| Hong Kong        | 5-0      | Philippines      |
| Hong Kong        | 5-0      | Tanzanie         |
| Nouvelle-Zélande | 5-0      | Philippines      |
| Nouvelle-Zélande | 5-0      | Tanzanie         |
| Philippines      | 5-0      | Tanzanie         |
| Groupe B         |          |                  |
| Inde             | 5-0      | Macao            |
| Inde             | 5-0      | Sri Lanka        |
| Sri Lanka        | 5-0      | Macao            |
| Népal forfait    |          |                  |

| Groupe X     | Groupe X | Groupe X       |
| ------------ | -------- | -------------- |
| Indonésie    | 4-1      | Japon          |
| Indonésie    | 5-0      | Hong Kong      |
| Indonésie    | 5-0      | Taipei chinois |
| Japon        | 5-0      | Hong Kong      |
| Japon        | 5-0      | Taipei chinois |
| Hong Kong    | 3-2      | Taipei chinois |
| Groupe Y     |          |                |
| Corée du Sud | 5-0      | Thaïlande      |
| Corée du Sud | 5-0      | Australie      |
| Corée du Sud | 5-0      | Inde           |
| Thaïlande    | 3-2      | Australie      |
| Thaïlande    | 3-2      | Inde           |
| Australie    | 5-0      | Inde           |

| Demi-finales    | Demi-finales | Demi-finales |
| --------------- | ------------ | ------------ |
| Corée du Sud    | 5-0          | Japon        |
| Indonésie       | 5-0          | Thaïlande    |
| Troisième place |              |              |
| Japon           | 4-1          | Thaïlande    |
| Finale          |              |              |
| Indonésie       | 3-2          | Corée du Sud |

## Tournoi final

### Pays participants
| Confédération   | Pays                         |
| --------------- | ---------------------------- |
| Asie            | Corée du Sud Indonésie Japon |
| Europe          | Angleterre Pays-Bas Suède    |
| Tenant du titre | Chine                        |
| Pays hôte       | Malaisie                     |

### Phase préliminaire

#### Groupe A
| Équipe    | J | G | P |
| --------- | - | - | - |
| Chine     | 3 | 3 | 0 |
| Indonésie | 3 | 2 | 1 |
| Malaisie  | 3 | 1 | 2 |
| Pays-Bas  | 3 | 0 | 3 |

| Résultats | Résultats | Résultats |
| --------- | --------- | --------- |
| Chine     | 4-1       | Indonésie |
| Chine     | 5-0       | Malaisie  |
| Chine     | 5-0       | Pays-Bas  |
| Indonésie | 5-0       | Malaisie  |
| Indonésie | 5-0       | Pays-Bas  |
| Malaisie  | 4-1       | Pays-Bas  |

#### Groupe B
| Équipe       | J | G | P |
| ------------ | - | - | - |
| Corée du Sud | 3 | 3 | 0 |
| Suède        | 3 | 2 | 1 |
| Japon        | 3 | 1 | 2 |
| Angleterre   | 3 | 0 | 3 |

| Résultats    | Résultats | Résultats  |
| ------------ | --------- | ---------- |
| Corée du Sud | 5-0       | Suède      |
| Corée du Sud | 3-2       | Japon      |
| Corée du Sud | 5-0       | Angleterre |
| Suède        | 4-1       | Japon      |
| Suède        | 3-2       | Angleterre |
| Japon        | 3-2       | Angleterre |

### Phase finale

#### Tableau
|  | Demi-finales | Demi-finales |       |   | Finale | Finale |
|  | Demi-finales | Demi-finales |       |   | Finale | Finale |
|  |              |              |       |   |        |        |
|  |              |              |       |   |        |        |
|  |              |              |       |   |        |        |
|  | Chine        | 5            |       |   |        |        |
|  | Chine        | 5            |       |   |        |        |
|  | Suède        | 0            |       |   |        |        |
|  | Suède        | 0            | Chine | 3 |        |        |
|  |              |              | Chine | 3 |        |        |
|  |              | Corée du Sud | 2     |   |        |        |
|  | Indonésie    | Corée du Sud | 2     | 1 |        |        |
|  | Indonésie    |              |       | 1 |        |        |
|  | Corée du Sud | 4            |       |   |        |        |
|  | Corée du Sud | 4            |       |   |        |        |

#### Demi-finales
| 12 mai | Chine                      | 5 - 0 | Suède                              | Score             |
| ------ | -------------------------- | ----- | ---------------------------------- | ----------------- |
| SD     | Tang Jiuhong               | 1-0   | Lim Xiaoqing                       | 12-11, 11-7       |
| SH     | Huang Hua                  | 1-0   | Christine Magnusson                | 11-1, 8-11, 12-10 |
| SH     | Ye Zhaoying                | 1-0   | Astrid Crabo                       | 11-2, 12-9        |
| DD     | Yao Fen / Lin Yanfen       | 1-0   | Maria Bengtsson / Margit Borg      | 15-9, 15-7        |
| DD     | Guan Weizhen / Nong Qunhua | 1-0   | Lim Xiaoqing / Christine Magnusson | w/o               |

| 13 mai | Corée du Sud                     | 4 - 1 | Indonésie                      | Score             |
| ------ | -------------------------------- | ----- | ------------------------------ | ----------------- |
| SD     | Bang Soo-hyun                    | 0-1   | Susi Susanti                   | 6-11, 2-11        |
| DD     | Hwang Hye-young / Chung So-young | 1-0   | Finarsih / Lili Tampi          | 15-12, 15-10      |
| SD     | Lee Heung-soon                   | 1-0   | Sarwendah Kusumawardhani       | 11-7, 11-6        |
| DD     | Chung Myung-hee / Gil Young-ah   | 1-0   | Rosiana Tendean / Susi Susanti | 15-7, 15-10       |
| SD     | Shim Eun-jung                    | 1-0   | Yuliani Santosa                | 11-1, 8-11, 12-11 |

#### Finale
| 15 mai | Corée du Sud                     | 2 - 3 | Chine                      | Score             |
| ------ | -------------------------------- | ----- | -------------------------- | ----------------- |
| SD     | Bang Soo-hyun                    | 0-1   | Tang Jiuhong               | 5-11, 10-12       |
| DD     | Hwang Hye-young / Chung So-young | 1-0   | Guan Weizhen / Nong Qunhua | 17-18, 15-7, 15-9 |
| SD     | Lee Heung-soon                   | 0-1   | Huang Hua                  | 8-11, 9-12        |
| DD     | Chung Myung-hee / Gil Young-ah   | 1-0   | Yao Fen / Lin Yanfen       | 15-6, 15-5        |
| SD     | Shim Eun-jung                    | 0-1   | Ye Zhaoying                | 11-3, 8-11, 7-11  |